# B.Ramapura, Gubbi
B.Ramapura là một làng thuộc tehsil Gubbi, huyện Tumkur, bang Karnataka, Ấn Độ.